# Antoine Mahaut
Antoine Mahaut, także Mahault, Mahout, Maho, Mahoti (ur. 4 maja 1719 w Namur, zm. około 1785) – holenderski (lub flamandzki) kompozytor i flecista.

## Życiorys
Był synem flecisty. Na temat jego życia zachowało się niewiele informacji. W 1734 roku towarzyszył biskupowi Thomasowi Stricklandowi w podróży do Londynu. Od około 1737 do około 1760 roku przebywał w Amsterdamie, w latach 40. i 50. XVIII wieku odwiedzał Paryż i Drezno. Około 1760 roku, popadłszy w długi, uciekł przed wierzycielami do Francji, gdzie schronił się na terenie klasztoru. Komponował symfonie, koncerty fletowe, sonaty na flet i basso continuo, sonaty triowe oraz pieśni. Jego symfonie stanowią przykład stylu wczesnoklasycystycznego. Wydał podręcznik gry na flecie Nieuwe manier om binnen korten tijd de dwarsfluit te leeren speelen-... nieuwe druk (wyd. Amsterdam 1759, przekład francuski 1759).